# Ust'-Sema
Ust'-Sema (in russo Усть-Сема?) è una località della Repubblica Autonoma dell'Altaj, in Russia.